# Skagaholm
Skagaholm är en borgruin i byn Skararp, Hinneryds socken, Markaryds kommun.
Borgen omtalas första gången i skriftliga handlingar 1415 och förekommer sedan i källorna flera gånger fram till mitten av 1400-talet då den försvinner ur källorna. Borgen är belägen på en långsmal udde i sjön Exen. Udden har grävts av med tre vallgravar, som alla varit vattenfyllda. Längst ut på udden finns rester av två byggnader, av vilka det ena troligen är en stenkällare till en tornbyggnad av trä. I vattnet utanför borgen har man funnit rester av en pålkrans som omgett borgen. 
I början av 1400-talet var Skagaholm en kunglig förvaltningsborg och underställd Piksborg. Riddaren Abraham Brodersen köpte jord i Skararp 1402 och 1403 och det är möjligen han som låtit anlägga borgen.